# Зілинський Іван Михайлович
Іва́н Миха́йлович Зіли́нський (22 травня 1879, с. Красна (Коростенка) біля Коросна, нині Польща — 21 квітня 1952, Прага) — український мовознавець, фольклорист. Дослідник лемківських говірок. Дійсний член НТШ.

## Біографія
Батько Микола Кобас, був бідний селянин і громадський писар, згодом взяв дошлюбне прізвище дружини Анни, яка походила із сусіднього польського села Воля Ясеницька Березівського повіту. Подружжя мало троє дітей; з-поміж них Іван був наймолодший. Мати вмерла молодо, а батько одружився вдруге, з Евою Лесняк, по якій було п'ятеро дітей.
Закінчивши гімназію у Перемишлі, вступив на філософський факультет Віденського університету. Уже на другому курсі підготував реферат «Загальний стан української діалектології», в якому велику увагу присвятив лемківській говірці рідного села. 1907 року закінчив університет, здобув наукове звання доктора філософії. Працював викладачем української, німецької та латинської мов у гімназіях міст Бережани, Станіслав (нині Івано-Франківськ), Львів.
1911 року побував на Східній Україні, досліджуючи українську мову. На основі зібраних матеріалів написав працю «Спроба упорядкування українських говорів» (Львів, 1914). Перша світова війна на певний час загальмувала його працю.
1922 — 1924 рр. викладав діалектологію, фонетику української мови в Українському таємному університеті у Львові.
1926 року почав працювати «допоміжним» професором Ягеллонського університету в Кракові, згодом «надзвичайним професором руських мов». З великою активністю і далі працював над дослідженням лемківських говірок. 1927 року опублікував поважне наукове дослідження «Носові звуки в говірці села Красна Короснянського повіту. Філологічні праці» (Варшава, 1927).
1933 року опублікував «Карту українських говорів», що стала вагомим внеском в українську діалектологію. Особливо енергійно виступив проти гіпотези окремих польських дослідників, які твердили, що основою лемківської, бойківської та навіть гуцульської говірок нібито була польська мова.
У квітні 1931 року взяв участь в експедиції на Західну Лемківщину (село Явірки), в результаті якої написав наукову розвідку «Лемківська говірка села Явірок» (1934). Чимало уваги присвятив спробам встановлення границь між окремими говірками карпатської групи, головним чином лемківської та бойківської. Його праці з цього приводу: «Питання про лемківсько-бойківську мовну границю» (1934), «Границі бойківського говору» (1938), «Мова закарпатських українців» (1939).
У 1941—1944 роках був директором «Українського видавництва» в Кракові.
Після Другої світової війни залишився у Празі на посаді професора української та білоруської мов Карлового університету. Хвороба не дала йому змоги завершити низку запланованих праць. Цю справу продовжив його син Орест Зілинський, а також його учениця Софія Рабій-Карпінська.

## Праці
Основні праці:
- «Проба упорядкування українських говорів» (1913).
- «До питання про діалектологічну класифікацію українських говорів» (1924).
- «Фонетичний опис української мови» (1932, польською мовою).
- Зілинський І. Карта українських говорів / Іван. Зілинський ; ред. Р. Смаль-Стоцький. — Варшава : б. в., 1933. — 1 мапа : кольор., 20 с. тексту; 38, 2х60, 7см. — (Праці Українського наукового інституту ; т. 14) (Серія філологічна ; кн. 3). [Архівовано 3 серпня 2020 у Wayback Machine.]
- «Взаємовідносини між українською і польською мовою» (1934).
- «Границі бойківського говору» (1938).
- Підготував «Український правопис», зокрема:
  - Зілинський, др. І. (1941). Український правопис. Краків.
  - Зілинський, др. І. (1942). Український правопис (вид. II. поправлене). Краків, Львів: Українське видавництво. — 54, [2] с.
  - Зілинський, др. І. (1943). Український правопис (вид. третє доповнене). Краків, Львів: Українське видавництво. — 76, [3] с. (Альтернативні посилання:  [Архівовано 14 серпня 2020 у Wayback Machine.],  [Архівовано 14 червня 2021 у Wayback Machine.].)
  - Зілинський, др. І. (1943). Український правопис (вид. четверте). Краків, Львів: Українське видавництво. Архів оригіналу за 10 червня 2020. Процитовано 5 вересня 2020. — 76, [3] с.
- Зілинський І. Мова закарпатських українців / Іван Зілинський. — Львів : [б. в.], 1939. — 9 с. [Архівовано 13 серпня 2020 у Wayback Machine.]

Інше:
- Враження з подорожі по Україні літом 1911 р. [Архівовано 10 березня 2012 у Wayback Machine.] автор Іван Зілинський Історична правда